# Route départementale 146 (Yvelines)
Pour les articles homonymes, voir Route départementale 146.
La route départementale 146 ou D146, est un axe local du département des Yvelines.
Cette route, d'intérêt local, suit la rive droite de la Seine assurant la jonction entre deux axes nord-sud, les D 130 et D 983 qui donnent accès à l'autoroute de Normandie sur la rive gauche. Elle est parallèle à la D 190 située environ 1,5 km plus au nord, et assure principalement les importantes zones industrielles situées dans les communes de Gargenville, Issou, Porcheville et Limay ainsi que le port fluvial de Limay-Porcheville. 
C'est une route à deux voies, sauf sur un kilomètre à son extrémité est où elle compte 2x2 voies. 

## Itinéraire
Dans le sens est-ouest, les communes traversées sont :
- Gargenville, 
  - la route D146 commence sur la rive droite de la Seine aux ponts de Rangiport au carrefour avec la route départementale 130 (Drocourt - Orgerus), suivant, sous le nom d'avenue Jean-Jaurès, un court tronc commun de quelques centaines de mètres avec la RD 130,
  - croisement avec la rocade F13 par laquelle a été déviée la RD 130. La route se dirige vers le centre de Porcheville, passant au sud du site pétrolier (ancienne raffinerie).
- Porcheville : elle traverse le centre de la ville de Porcheville sous le nom de boulevard de la République et passe au nord de la centrale thermique de Porcheville, dont elle croise la voie de raccordement ferroviaire juste avant de quitter le territoire communal.
- Limay,
  - intersection (rond-point) à la limite des deux communes avec la route départementale 145 qui traverse la zone industrielle de Limay-Porcheville et sert de limite communale sous le nom d'avenue du Val ; à partir de ce rond-point le tracé s'infléchit vers le sud, évitant le centre de Limay,
  - franchissement de la voie ferrée Paris - Mantes-la-Jolie via Conflans par un passage supérieur,
  - croisement (échangeur) avec la route départementale 983 qui forme la rocade est de l'agglomération de Mantes-la-Jolie et conduit vers le sud à l'échangeur n° 11 de l'A 13 à Mantes-la-Ville et vers le nord à Magny-en-Vexin,
  - traversée de la ville le long de la Seine par l'avenue Corot jusqu'au croisement avec la rue Nationale (D983a). Cette dernière conduit à Mantes-la-Jolie par le pont Neuf de Mantes.